# هويين (مغنية)
جونغ هوي-إن (Jung Whee-in؛ من مواليد 17 أبريل 1995)، معروفة باسم هويين أو هوي إن، وهي مغنية كوريا الجنوبية، وعضوة في فرقة الفتيات مامامو. في أبريل من عام 2018، ظهرت هويين لأول مرة كفنانة منفردة مع الأغنية المنفردة "Easy".

## حياتها المبكرة
وُلدت جونغ ويين-إن في جيونجو، جوليابوك دو، كوريا الجنوبية، حيث عاشت مع جدتها وأمها كالطفلة الوحيدة لهم بعد طلاق أمها من أبوها، تخرجت من مدرسة الفنون ونكوانغ الثانوية. تتكلم اللغة الإنجليزية واليابانية ولكن ليس بطلاقة، وتجيد العزف على الجيتار الكهربائي والكلاسكي، البيانو، والطبل، وطبل الكبير.
شاركت في عدة تجارب أداء ونجحت في إحداها ولكنها رفضت الانضمام لشركة، وفي عام 2010 شاركت في تجربت أداء وا إنترتينمنت في سول مع هواسا ونجحت كلاهما من المرة الأول وأصبحت متدربة لدى آر بي دبليو بعمر 15 سنة وتدربت حوالي 4 سنوات، قبل ترسيمها قامت بتغير ديانتها من مسيحية بروتستانية إلى مسيحية كاثوليكية بسبب هواسا وقامت باختيار غابرييلا كاسمها المسيحي. في عام 2014 يوم 18 من شهر 6 ترسمت رسمياً في فرقة مامامو وموقعها في الفرقة مغنية رئيسية، وراقصة رئيسية.

## مسيرة الفنية

### 2014: أول ظهور
ظهرت هويين لأول مرة رسمياً كعضوة في الفرقة الكورية مامامو عام 2014. وتم إختيارها من أفضل الأصوات في الكيبوب بعد ما ترسمت.

### 2018: ترسيم كمنفردة
في يناير 17 من عام 2018 ترسمت لأول مرة كمنفردة مع أغنية "Easy" والتي كانت بتعاون مع المغني Sik-k. في ماي أعلنت الوكالة أن هويين ستنظم لبرنامج الأخت السرية مع هيويون عضوة سنسد.في 19 أكتوبر تم إصدار أغنية Miss u للمغني جودي والتي كانت بتعاون مع هويين.

### 2019: تعاونات، وثاني أغنية منفردة
في 9 مارس عام 2019 قام المغنى دين دين بأصدار أغنية "Tearas Drops" والتي كان معناها قطرات الدموع بتعاون مع هويين، في 2 مايو قامت المغنية بارك بوم بتعاون مع هويين تحت أغنية "4:44" وقد حظيت الأغنية بإهتمام واسع من قبل الصحفة والإعلام وتم إعتبار تعاونهم من أفضل تعاونات لعام 2019، في 25 من نفس الشهر عادت هويين كمنفردة بأغنيه جانبية تحت اسم "25" من ألبوم فرقة مامامو " White Wind "، وبعد يومين من إصدار أغنيتها قامت كل من هواسا وهويين بغناء أغنيتهم المشتركة «حب شخص واحد» لأول مرة على برنامج (كرسة رسم يو)، في 4 سبتمبر قامت بإصدار أغنية «إلى القاء» التي كانت ثاني أغنية في سنقل ترسيمها "Soer"، وقد كانت الممثلة جونغكي هي الشخصية الرئيسية في أمفي الخاص بالأغنية.

### 2020: الأوست وتعاونات
عام 2020 قامت بإصدار أوست "Wilh My Tears" لدراما الكورية قائمة تشغيل المستشفى وأصدرت ثاني أوست لها "Shime On You" لدراما الكورية سجل الشباب. وفي نفس العام قامت بتعاون مع ثلاث أيدولز.

### 2021: الالبوم الأول وإنتهاء العقد
في 1 أبريل 2021، أُعلنت هويين أنها ستطلق أول اللبوم مصغر لها تحت اسم Redd في 13 أبريل. تم تحميل قائمة الأغاني الخاصة بـ الالبوم في 5 أبريل، وتم التأكيد على أن "Water Color" سيكون بمثابة الأغنية الرئيسية. ألألبوم سيكون من نوع البوب المتأثر بالـ R & B، ظهر اللبوم Redd في المركز السابع على مخطط ألبوم Gaon، مما جعله ثاني أول ظهور لها في قائمة العشرة الأوائل على الرسم البياني. كان الألبوم Redd الالبوم الثالث عشر الأكثر مبيعًا في أبريل 2021، مع بيع أكثر من 72,000 نسخة. ظهرت أغنية Water Color المنفردة لأول مرة في المرتبة 70 على مخطط Gaon الرقمي والمرتبة 15 على مخطط مبيعات Billboard World Digital Song، وفي 23 أبريل تم إصدار نسخة الإنجليزية من "Water Color".
في 11 يونيو 2021، قررت هويين عدم تجديد عقدها الحصري مع آر بي دبليو، لكنها ستظل عضوة في مامامو حتى ديسمبر 2023 تزامنا مع عقود العضوات الأخرى التي سينتهي مدتها في 2023 ديسمبر.

## ألبومات

### ألبومات مصغرة
| المبيعات     | مراكز ترسيم البياني | العام | عنوان |
| المبيعات     | KOR                 | العام | عنوان |
| KOR : 72,737 | 7                   | 2021  | Red𝘥  |
| ------------ | ------------------- | ----- | ----- |

### منفردة
| المبيعات      | مراكز ترسيم البياني | العام | عنوان |
| المبيعات      | KOR                 | العام | عنوان |
| KOR : 23,279+ | 4                   | 2019  | Soar  |
| ------------- | ------------------- | ----- | ----- |

## الأغاني

### الأغاني رئيسية
| اللبوم | المبيعات | مراكز ترسيم البياني | مراكز ترسيم البياني | مراكز ترسيم البياني | العام | عنوان            |
| اللبوم | المبيعات | US WORLD            | KOR HOT             | KOR                 | العام | عنوان            |
| Soar   | N/A      | -                   | -                   | 36                  | 2018  | Easy (ft. SiK-k) |
| Soar   | N/A      | 24                  | 10                  | 3                   | 2019  | Good Bye         |
| Redd   | N/A      | 15                  | -                   | 70                  | 2021  | water Color      |
| ------ | -------- | ------------------- | ------------------- | ------------------- | ----- | ---------------- |

### مشتركة
| اللبوم        | المبيعات      | مراكز ترسيم البياني | مراكز ترسيم البياني | مشتركة مع               | العام | عنوان             |
| اللبوم        | المبيعات      | KOR HOT             | KOR                 | مشتركة مع               | العام | عنوان             |
| Sm Station    | N/A           | -                   | 140                 | كيم هيتشول & كيم جونغمو | 2016  | Narcissus         |
| Memory        | KOR : 80,597+ | -                   | 26                  | سولار                   | 2016  | Angel             |
| Purple        | KOR : 74,940+ | -                   | 80                  | Jeff Bernot & B.O.      | 2017  | Da Ra Da          |
| 10th- Preview | N/A           | -                   | -                   | هواسا                   | 2019  | Loving One Person |
| ------------- | ------------- | ------------------- | ------------------- | ----------------------- | ----- | ----------------- |

### تعاون
| اللبوم              | المبيعات         | مراكز ترسيم البياني | العام | عنوان                                                         |
| اللبوم              | المبيعات         | KOR                 | العام | عنوان                                                         |
| Phantom Power       | N/A              | -                   | 2014  | Under Age's Song (Phantom ft.wheein)                          |
| Like                | KOR : 24,384+    | 61                  | 2014  | The sunlight Hurts (Standig Egg ft.yonndak Obroject , wheein) |
| 2gether             | KOR : 14,693+    | -                   | 2015  | Domino (CNBLUE ft.wheein)                                     |
| ليست ضمن ألبوم      | KOR : 116,652+   | 25                  | 2015  | Please Just Go (Louie ft.wheein)                              |
| The celan Pt.1 Lost | KOR : 23,301+    | 118                 | 2016  | Exgirl (Monsta X ft.wheein)                                   |
| Stoy As You Are     | KOR : 22,709+    | -                   | 2016  | Hey! (Sandeul ft.wheein)                                      |
| Empty               | KOR : 1,073,117+ | 1                   | 2017  | Anymore (Jung Key ft.wheein)                                  |
| ليست ضمن ألبوم      | N/A              | -                   | 2017  | Holy-Day (Jung Min-Hyuk ft.wheein)                            |
| Dramatic            | N/A              | -                   | 2017  | Love or Like (Standig Egg ft.wheein)                          |
| ليست ضمن ألبوم      | N/A              | -                   | 2018  | Miss U (Jude ft.wheein)                                       |
| ليست ضمن ألبوم      | N/A              | -                   | 2019  | Tears Drops (DinDin ft.wheein)                                |
| Blue Rase           | N/A              | 84                  | 2019  | 4:44 (park bom ft.wheein)                                     |
| ليست ضمن ألبوم      | N/A              | -                   | 2020  | Do Do Do Do (DinDin ft.wheein)                                |
| ليست ضمن ألبوم      | N/A              | -                   | 2020  | Diet (peakboy ft.wheein)                                      |
| ليست ضمن ألبوم      | N/A              | -                   | 2020  | MMM (Basick ft.wheein)                                        |
| ------------------- | ---------------- | ------------------- | ----- | ------------------------------------------------------------- |

### أوست (ost)
| اسم الدراما          | المبيعات       | مراكز ترسيم البياني | العام | عنوان         |
| اسم الدراما          | المبيعات       | KOR                 | العام | عنوان         |
| Yellow               | KOR : 135,640+ | 31                  | 2017  | Shadow        |
| قائمة تشغيل المستشفى | N/A            | 18                  | 2020  | Wilh My Tears |
| سجل الشباب           | N/A            | 172                 | 2020  | Shime On You  |
| -------------------- | -------------- | ------------------- | ----- | ------------- |

### الأغاني الأجنبية
| ألبوم      | المبيعات      | مراكز ترسيم البياني | العام | عنوان                    |
| ألبوم      | المبيعات      | KOR                 | العام | عنوان                    |
| Memory     | KOR : 25,748+ | 42 (رقمي)           | 2016  | Moderatce (ft hash Swan) |
| White Wind | N/A           | 183                 | 2019  | 25                       |
| Redd       | N/A           | 47 (رقمي)           | 2021  | Trash                    |
| Redd       | N/A           | 48 (رقمي)           | 2021  | Ohoo                     |
| Redd       | N/A           | 49 (رقمي)           | 2021  | Butterfly (ft.G.Soul)    |
| Redd       | N/A           | 50 (رقمي)           | 2021  | Springtime               |
| Redd       | N/A           | 51 (رقمي)           | 2021  | No thanks                |
| ---------- | ------------- | ------------------- | ----- | ------------------------ |

### فديو موسيقي MV
| المخرج                     | العام | عنوان            |
| Zanybros                   | 2016  | Angel (مع سولار) |
| Zanybros                   | 2018  | Easy (ft.SiK-k)  |
| Parkwoo Sang (آر بي دبليو) | 2019  | 25               |
| Zanybros                   | 2019  | Good Bye         |
| -------------------------- | ----- | ---------------- |

## فيلموغرافيا

### برامج تلفزيونية
| ملاحظات                                                        | دورها   | اسم البرنامج            | قناة العرض | العام |
| الحلقة 29-30 مع هواسا                                          | متسابقة | 100 وجه، 100 أغنية      | JTBC       | 2015  |
| مع عضوات مامامو                                                | متسابقة | الاغاني الخالدة         | KBS        | 2015  |
| الحلقة 2                                                       | نفسها   | Yaman TV                | Mnet       | 2015  |
| حلقة خاصه                                                      | متسابقة | مهرجان الاغاني الثنائية | MBS        | 2015  |
| حلقة خاصه لسنة القمرية الجديدة                                 | متسابقة | مهرجان الاغاني الثنائية | MBS        | 2016  |
| الحلقة 448 مع هواسا ومونبيول                                   | متسابقة | Seutaking               | SBS        | 2016  |
| الحلقة 47                                                      | نفسها   | حلم التمثال             | SBS        | 2016  |
| الحلقة 55-56 بلقب " نصف القمر "                                | مسابقة  | قناع الغناء             | MBS        | 2016  |
| مع هواسا ومونبيول                                              | نفسها   | 2016 ayugdre            | MBS        | 2016  |
| الحلقة 465                                                     | نفسها   | سعداء معاً 3             | KBS        | 2016  |
| الحلقة 293 مع مونبيول                                          | نفسها   | مرحباً أيها المستشار     | KBS        | 2016  |
| الحلقة 35-36                                                   | متسابقة | مهرجان الاغاني الثنائية | MBS        | 2017  |
| الحلقة 3 مع سولار                                              | نفسها   | عفريت الليل             | JTBC       | 2017  |
| عضوة في فريق البرنامج بجانب هيويون عضوة سنسد (من حلقة 1 إلى 8) | نفسها   | الأخت السرية            | JTBC       | 2018  |
| الحلقة 78 مع هواسا                                             | نفسها   | غرفة المعيشة            | tvN        | 2018  |
| الحلقة 444 مع هواسا                                            | نفسها   | مذكرة رسم يو هيسول      | KBS        | 2019  |
| -------------------------------------------------------------- | ------- | ----------------------- | ---------- | ----- |

## الجوائز وترشحات

### جوائز أي بي أي أن
| النتيجة | العمل/المرشح   | فئة                                    | العام |
| خسارة   | هويين (هوي أن) | اختيار الأيدول تشامب العالمي- فئة سولو | 2020  |
| ------- | -------------- | -------------------------------------- | ----- |

### جوائز أي بي أي أن ستور
| النتيجة | العمل/المرشح  | فئة             | العام |
| خسارة   | With My Tears | جائزة أفضل أوست | 2020  |
| ------- | ------------- | --------------- | ----- |

### جوائز جاون ستورت للموسيقى
| النتيجة | العمل/المرشح | فئة                                   | العام |
| خسارة   | Good Bye     | فنان العام- الموسيقى الرقمية (سبتمبر) | 2019  |
| ------- | ------------ | ------------------------------------- | ----- |

### جوائز سيول الموسيقية
| النتيجة | العمل/المرشح  | فئة             | العام |
| خسارة   | With My Tears | جائزة أفضل أوست | 2020  |
| ------- | ------------- | --------------- | ----- |

## روابط خارجية
- هويين (مغنية) على موقع IMDb (الإنجليزية)
- هويين (مغنية) على موقع ميوزك برينز (الإنجليزية)
- هويين (مغنية) على موقع ديسكوغز (الإنجليزية)
- هويين (مغنية) على موقع ديسكوغز (الإنجليزية)
- هويين (مغنية) على موقع قاعدة بيانات الفيلم (الإنجليزية)